# Caravan Hound
Caravan Hound är en hundras från Indien. Den är en jagande vinthund som finns i två varianter; Mudhol som är släthårig och Pashmi som har pälsbehäng ungefär som en saluki. Den härsammar från delstaterna Maharashtra och Karnataka. Rasen är nationellt erkänd av den indiska kennelklubben The Kennel Club of India (KCI).